# Невилие
Невѝлие (на италиански: Neviglie; на пиемонтски: Nevije, Невийе) е село и община в Северна Италия, провинция Кунео, регион Пиемонт. Разположено е на 461 m надморска височина. Населението на общината е 428 души (към 2010 г.).